# Линии и станции Нижегородского метрополитена

## Линии

### Действующие
| #      | Название            | Дата открытия линии | Последняя станция открыта | Длина, км | Количество станций | Среднее расстояние между станциями, км | Средняя глубина станций, м | Время поездки |
| ------ | ------------------- | ------------------- | ------------------------- | --------- | ------------------ | -------------------------------------- | -------------------------- | ------------- |
|        | Автозаводская       | 20 ноября 1985      | 4 ноября 2012             | 14,5      | 11                 | 1,45                                   | 10,18                      | ≈ 21-22 мин   |
|        | Сормовско-Мещерская | 20 декабря 1993     | 12 июня 2018              | 7,1       | 5                  | 1,775                                  | 5,8                        | ≈ 9 мин       |
| Всего: | Всего:              |                     |                           | 21,6      | 15                 | 1,6125                                 | 7,99                       |               |

До открытия станции «Горьковская» в ноябре 2012 года Нижегородское метро не разделялось на 2 линии, а конечными были станции «Буревестник» и «Парк Культуры». На станции «Московская» не функционировали центральные пути, по которым поезда сейчас идут на Верхнюю часть города. Также на «Московской» не было моста для перехода с поездов одного направления к поездам другого направления. Это вызывало некоторые затруднения у пассажиров. 
После открытия станции «Горьковская» и до открытия станции «Стрелка», т.е. в 2012-2018 годах, со стороны станции «Парк культуры» существовало вилочное движение. Часть поездов шла в направлении станции «Буревестник», часть в направлении станции «Горьковская». При этом для следования со стороны станции «Буревестник» до станции «Горьковская» требовалась пересадка на станции «Московская».
После открытия станции «Стрелка» линии стали самостоятельными. На станции «Московская» существует кроссплатформенная пересадка между двумя линиями, позволяющая следовать со стороны «Стрелки» на «Горьковскую» с пересадкой без необходимости переходить на другую платформу на «Московской» — достаточно перейти на другую сторону платформы. 

#### Автозаводская линия
- Горьковская
- Московская
- Чкаловская
- Ленинская
- Заречная
- Двигатель Революции
- Пролетарская
- Автозаводская
- Комсомольская
- Кировская
- Парк культуры

#### Сормовско-Мещерская линия
- Стрелка
- Московская
- Канавинская
- Бурнаковская
- Буревестник

### Будущие

#### Нагорная линия
Бывший губернатор Нижегородской области Валерий Шанцев планировал построить новую линию метро в Нагорной части Нижнего Новгорода к 2025 году. Она будет состоять из 15 станций. Однако до конца неясным остаётся вопрос трассировки линии. Согласно источникам из Администрации Нижнего Новгорода и различных нижегородских газет, первый вариант строительства предполагает проведение Нагорной линии через Нижегородский и Советский районы, а также Богородский район Нижегородской области. Таким образом планируется «закольцевать» Автозаводскую линию с Нагорной. Станции:
- Чёрный пруд
- Оперный театр с пересадкой на станцию Оперный театр Автозаводской линии
- Республиканская
- Панина
- Улица Сусловой
- Площадь Советская
- Верхнепечёрская
- Улица Рокоссовского
- Кузнечиха
- Анкундиновка
- Улица Ларина
- Константиново
- Бешенцево
- Ольгино
- Новинки с пересадкой на станцию Новинки Автозаводской линии

Второй вариант развития линии с прохождением её из центра города под проспектом Гагарина в микрорайон Щербинки и Богородский район Нижегородской области. Такой план предусматривался изначально, ещё при строительстве второй очереди метрополитена в Горьком.
- Кремлёвская
- Покровская
- Горьковская с пересадкой на станцию Горьковская Автозаводской линии
- Лядовская
- Гагаринская
- Медицинская
- Приокская
- Мыза
- Щербинки
- Головановская
- Ипподром
- Нагорная
- Ольгино с пересадкой на станцию Ольгино Автозаводской линии
- Кусаковка
- Новинки

#### Борская линия
Возможно проектирование четвёртой Борской линии Нижегородского метрополитена, соединяющей Бор и Нижний Новгород. Линию планируется изначально проложить до города будущего «Glob-Town» с одноимённым названием станции. Переезд до Бора подразумевает прокладку тоннеля под Волгой. На схемах, возможно, будет обозначаться жёлтым цветом.

## Станции
Станции распределены по двум линиям, сообщающимся с помощью одного кросс-платформенного пересадочного узла. Станция «Московская» является самой широкой в России, по которой проходят сразу 2 линии метро — Автозаводская и Сормовская.

### Типы станций

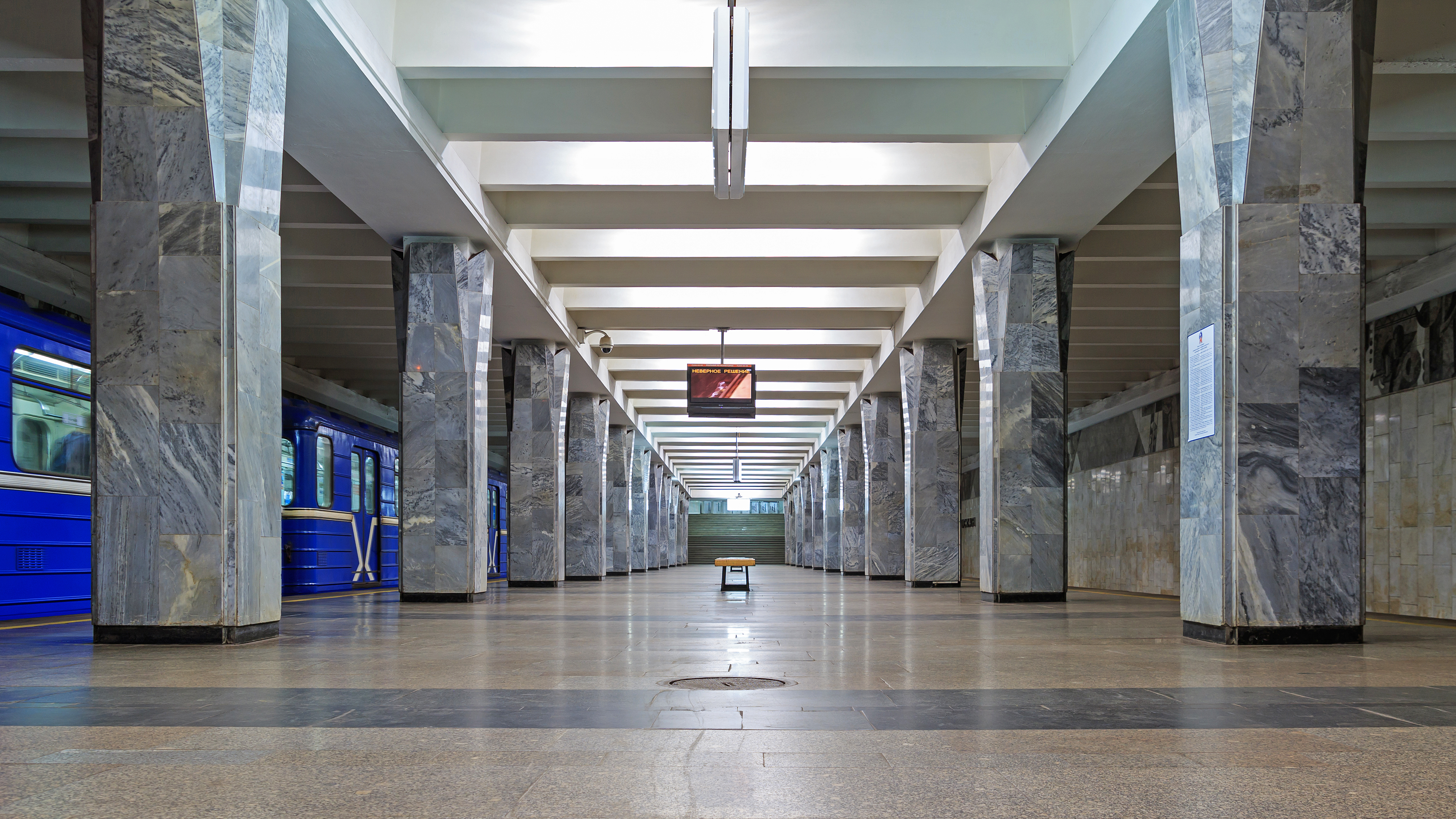
Станция метро «Автозаводская»

На сегодняшний день в Нижегородском метрополитене имеются станции следующих типов:

#### Колонная станция мелкого заложения
В Нижнем Новгороде (Горьком) станции такого типа появились в первой очереди на пусковом участке «Московская» — «Пролетарская». Такие станции располагаются на глубине не более 15 метров и имеют высокую пропускную способность в часы пик. В Нижнем Новгороде, колонные станции делятся на двух, трёх, и пятипролётные.
На 2025 год таких станций 10 — «Горьковская», «Московская», «Заречная», «Двигатель Революции», «Пролетарская», «Автозаводская», «Комсомольская», «Кировская», «Бурнаковская», «Стрелка».
Колонные пятипролётные станции:
- «Московская» (1985)

Колонные трёхпролётные станции:
- «Горьковская» (2012),
- «Заречная» (1985),
- «Двигатель Революции» (1985),
- «Пролетарская» (1985),
- «Автозаводская» (1987),
- «Комсомольская» (1987),
- «Кировская» (1989),
- «Бурнаковская» (1993)[4].

Колонные двухпролётные станции:
- «Стрелка» (2018),
- «Оперный театр» (строится)[5]

#### Односводчатая станция мелкого заложения

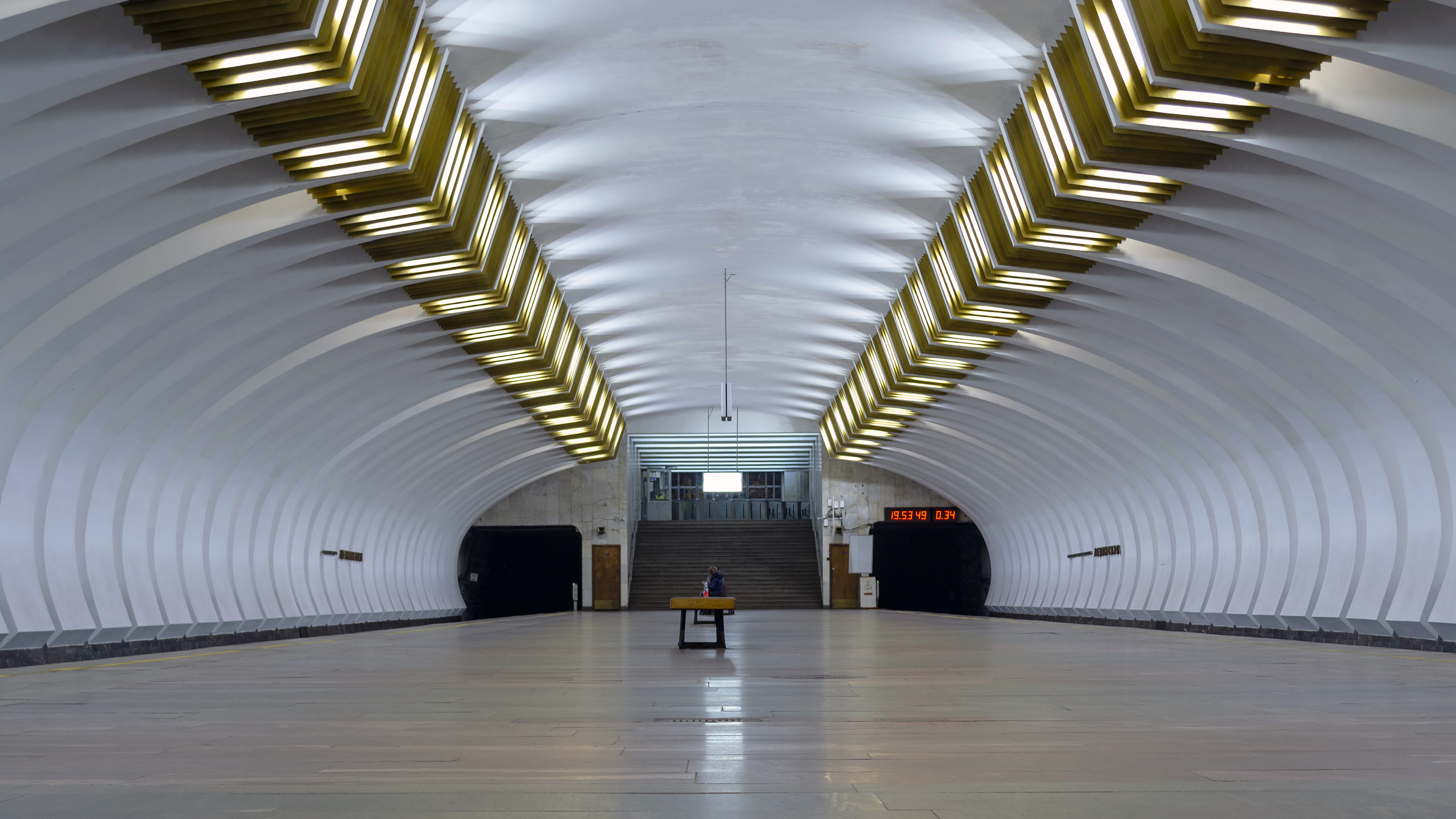
Станция метро «Ленинская»

Данный тип станции не имеет никаких конструктивных элементов, помимо свода, и представляет собой однообъёмный большой зал. В Нижнем Новгороде (Горьком) такие станции появились в 1985 году на пусковом участке «Московская» — «Пролетарская».
На 2025 год таких станций 4 — «Чкаловская», «Ленинская», «Парк культуры», «Канавинская». Планируемая станция «Сенная» также будет односводчатой.
Односводчатые станции:
- «Чкаловская» (1985),
- «Ленинская» (1985),
- «Парк культуры» (1989),
- «Канавинская» (1993),
- «Сенная» (планируется)

#### Однопролётная станция мелкого заложения
Данный тип станции, как и односводчатая не имеет никаких конструктивных элементов, помимо плоского потолка, и представляет собой однообъёмный большой зал.
На 2020 год таких станций в Нижнем Новгороде нет. Планируемая станция «Волга» будет однопролётной.

#### Наземная крытая станция
Единственная такая станция — «Буревестник» — появилась осенью 2002 года.
Открытой планируется построить станцию «Варя» на месте одноименной железнодорожной платформы.

### Строящиеся и проектируемые станции
| Название станции          | Начало строительства | Дата открытия | Район         |  |
| ------------------------- | -------------------- | ------------- | ------------- |  |
| Автозаводская линия       |                      |               |               |  |
| Площадь Свободы           | 2022 год             | 2025 год      | Нижегородский |  |
| Сенная                    | 2022 год             | 2025 год      | Нижегородский |  |
| Сормовско-Мещерская линия |                      |               |               |  |
| Волгa                     | неизвестно           | неизвестно    | Канавинский   |  |
| Варя                      |                      | 2026 год      | Сормовский    |  |
| Сормовская                |                      | 2026 год      | Сормовский    |  |

#### Планируемые станции
Список станций, которые только планируются. Открытие данных станций возможно лишь после 2025 года.
| · Автозаводская линия       | Мончегорская, Коломенская, Юго-Западная, Ольгино, Луч |
| · Сормовско-Мещерская линия | Площадь Славы, Янская, Починки, Корабелов, Гаугеля |
| · Нагорная линия            | 1) Кремлёвская, Покровская, Лядовская, Гагаринская, Медицинская, Приокская, Мыза, Щербинки, Головановская, Ипподром, Нагорная 2) Чёрный пруд, Оперный театр, Республиканская, Панина, Улица Сусловой, Площадь Советская, Верхнепечёрская, Улица Рокоссовского, Кузнечиха, Анкундиновка, Улица Ларина, Константиново, Бешенцево, Ольгино, Новинки |

### Станции-призраки
Существует в городе одна станция-призрак, которая так и не была достроена, хотя её строительство неоднократно возобновлялось. Станция «Ярмарка» должна была продлить Сормовско-Мещерскую линию к Волге и дать выход на Площадь Ленина с Ярмаркой.